# Светозар Маровић
Светозар Маровић (Котор, 31. март 1955) је црногорски и југословенски правник и политичар. Једини је председник Државне заједнице Србија и Црна Гора, од њеног формирања 2003. до раздвајања 2006. Био је високорангирани функционер ДПС, који је у континуитету владао Црном Гором тридесет година. Заједно са појединим члановима своје породице и другим лицима, осуђен је као вођа криминалне групе базиране у Будви, од када је у бекству у Србији.

## Биографија
Правни факултет завршио је у Подгорици. Политиком је почео да се бави врло рано и био је на значајним функцијама у време бивше Југославије. Између осталог био је члан Председништва Црне Горе, посланик у Скупштини Црне Горе, посланик у Већу грађана Савезне скупштине и председник Скупштине Црне Горе. Потпредседник је Демократске партије социјалиста Црне Горе. Осим политиком, бавио се и писањем новинских колумни у часописима Идеје, Пракса, НИН, и листу Побједа.
Идејни је креатор и оснивач Фестивала Град театар. Аутор је књиге Време искушења.
Момир Булатовић је 2001. издао књигу „Правила ћутања“ у којој оптужује Маровића да је био поткупљен да се прави да не види кријумчарење дувана у Црној Гори. Умешан је у финансијски скандал у коме је купована војна опрема за 296 милиона евра од Мила Драгића.
Током референдума о независности Црне Горе залагао се за независност, иако је у то време био председник Србије и Црне Горе.
Године 2016. Светозар Маровић, тада заменик председника владајуће Демократске партије социјалиста, ухапшен је због дуготрајног случаја корупције који се односио на његов родни град Будву. Црногорско тужилаштво га је прогласило за "шефа будванске криминалне групе", што је касније признао на суду. На крају је побегао у суседну Србију због наводног психијатријског лечења у Београду, где тренутно борави. Црна Гора је у више наврата тражила његово изручење из Србије.
Маровић је у августу 2020. године први пут разговарао с медијима након што је побегао у Београд оптужујући руководство странке коју је основао за корупцију, непотизам, партократију и ауторитарност, а оптужио је и председника Ђукановића да лажира корупцијски процес против њега и чланова његове породице. Подржао је Митрополита Амфилохија као и опозиционе странке на парламентарним изборима 2020, надајући се окончању тридесетогодишње владавине ДПС-а у Црној Гори.